# 馬爾伯勒站
馬爾伯勒站（英語：Marlborough）是一個位於愛爾蘭都柏林市中心的都柏林轻轨站，在2017年通車，為綠線延伸工程至布魯姆橋的其中一個車站。車站位於馬爾伯勒街行人道上，只有南行方向，最近的北行方向車站是奧康奈爾街郵政總局站，附近是圣玛利亚临时主教座堂。